# Puntius
Puntius é um gênero de actinopterígios da família Cyprinidae da ordem Cypriniformes. São chamados de Barbos pela presença característica de listras pretas verticais, predominantes deste Gênero. O nome Puntius vem de pungti, termo Bangla pra pequenos ciprinídeos. A espécie tipo é Pool Barb (Puntius sophore), primeiramente descrita como Cyprinus sophore por Hamilton in 1822.
Historicamente, muitas espécies de Puntius foram classificadas em outros gêneros como Barbus. Apesar das reclassificações, o epíteto específico permanece o mesmo neste  (exceto em casos muito  específicos).

## Descrição
Peixes do gênero Puntius são encontrados no sudeste asiático e Índia, incluindo Sri Lanka. O tamanho máximo que um adulto desse gênero pode chegar é até  25 cm, típicamente 15 cm, e muitas espécies não passam dos 5 cm. A aparência se resume a uma carpa miniatura e muitas vezes são coloridos ou estampados. As espécies do conchonius Puntius (Barbo conchônio) o subgrupo estão elevados portadores de deficiência.
Estes peixes são onívoros, sua dieta inclui o pequeno invertebrado e de plantas. Produzir é por dispersão de ovos e toma lugar perto do fundo, perto ou dentro das áreas de crescimento denso. Eles não mostram o cuidado parental, e os adultos podem comer os jovens.

## No aquário

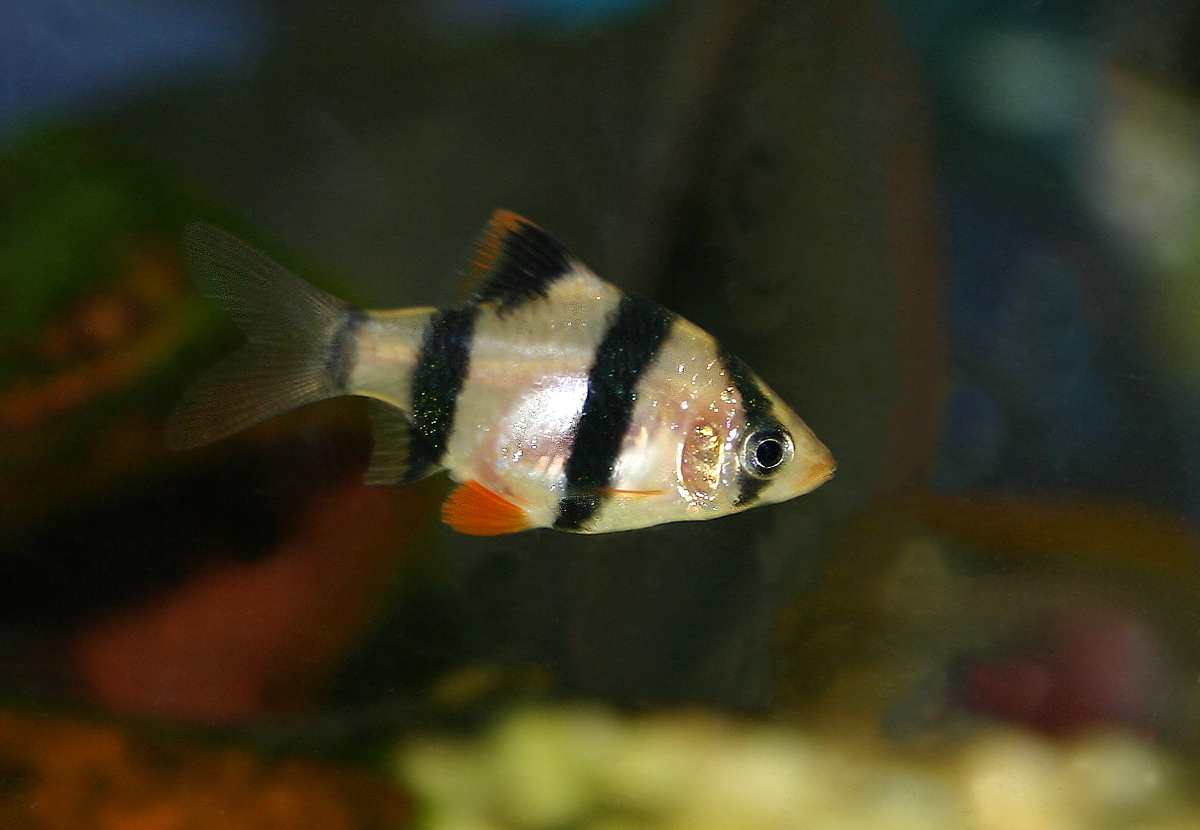
Puntius tetrazona

Estes pequenos peixes tropicais são mantidos geralmente como moradores de água morna no aquário, e muitas espécies estão comercialmente disponíveis. Eles são fáceis de alimentar, graças a grande diversidade de comida, incluindo a seca. Note que são peixes imponentes, ativos e sem medo. Ideais para aquários com baixa correnteza. Necessário manter longe de espécies de barbatanas longas.

## Espécies
There are many species:
- Puntius ambassis (F. Day, 1869)
- Puntius amphibius (Valenciennes, 1842)
- Puntius aphya (Günther, 1868)
- Puntius arenatus (F. Day, 1878)
- Puntius bimaculatus (Bleeker, 1863)
- Puntius bramoides (Valenciennes, 1842)
- Puntius brevis (Bleeker, 1849)
- Puntius burmanicus (F. Day, 1878)
- Puntius cauveriensis (Hora, 1937)
- Puntius chola (F. Hamilton, 1822)
- Puntius crescentus G. M. Yazdani & D. F. Singh, 1994
- Puntius deccanensis G. M. Yazdani & M. Babu Rao, 1976
- Puntius dolichopterus Plamoottil, 2015 [2]
- Puntius dorsalis (Jerdon, 1849)
- Puntius euspilurus Mathews Plamoottil 2016
- Puntius fraseri (Hora & Misra, 1938)
- Puntius kamalika N. K. A. Silva, Maduwage & Pethiyagoda, 2008
- Puntius kelumi Pethiyagoda, N. K. A. Silva, Maduwage & Meegaskumbura, 2008
- Puntius khohi Dobriyal, R. Singh, S. P. Uniyal, H. K. Joshi, S. Phurailatpam & M. S. Bisht, 2004
- Puntius kyphus Mathews Plamootitl, 2019
- Puntius layardi (Günther, 1868)
- Puntius madhusoodani Krishna Kumar, Benno Pereira & Radhakrishnan, 2012 [3]
- Puntius mahecola (Valenciennes, 1844)
- Puntius masyai H. M. Smith, 1945
- Puntius melanostigma F. Day, 1878
- Puntius morehensis Arunkumar & Tombi Singh, 1998
- Puntius mudumalaiensis Menon & Rema Devi, 1992
- Puntius muzaffarpurensis Srivastava, K. P. Verma & R. B. Sharma, 1977
- Puntius nangalensis Jayaram, 1990
- Puntius nelsoni Plamoottil, 2014 [4]
- Puntius nigronotus Plamoottil, 2014 [5]
- Puntius parrah F. Day, 1865
- Puntius paucimaculatus Y. H. Wang & Y. Ni, 1982
- Puntius pugio S. O. Kullander, 2008
- Puntius punjabensis (F. Day, 1871)
- Puntius puntio (F. Hamilton, 1822)
- Puntius sahyadriensis Silas, 1953
- Puntius sanctus Mathews Plamoottil 2020
- Puntius sealei (Herre, 1933)
- Puntius somphongsi (Benl & Klausewitz, 1962)
- Puntius sophore (F. Hamilton, 1822)
- Puntius sophoroides (Günther, 1868)
- Puntius spilopterus (Fowler, 1934)
- Puntius takhoaensis Nguyen & Doan, 1969)
- Puntius terio (F. Hamilton, 1822)
- Puntius tetraspilus Günther, 1868)
- Puntius thermalis Valenciennes, 1844)
- Puntius titteya Deraniyagala, 1929
- Puntius viridis Plamoottil & Abraham, 2014 [6]
- Puntius vittatus F. Day, 1865
- Puntius waageni (F. Day, 1872)